# Antonio Demo
Padre Antonio Demo (Bassano del Grappa, 23 aprile 1870 – New York, 2 gennaio 1936) è stato un religioso e missionario italiano, noto per la sua opera a favore degli emigranti italiani negli Stati Uniti, rettore per oltre 30 anni della chiesa di Nostra Signora di Pompei a New York, e collaboratore dal 1899 al 1923 della Italian St. Raphael Society.

## Biografia
Padre Antonio Demo nacque nel 1870 nella frazione S. Lazzaro di Bassano del Grappa, Vicenza.
Studia dapprima presso il seminario diocesano. Entra quindi nell'Ordine dei Padri Scalabriniani nel 1894 e assolti gli obblighi di leva completa gli studi presso il seminario scalabriniano ed è ordinato sacerdote il 20 luglio 1896. Parte immediatamente per gli Stati Uniti dove rimane due anni nella parrocchia del Sacro Cuore a Boston, cui faceva riferimento una comunità di italiani immigrati in prevalenza da Genova. Il 19 luglio 1899 arriva a New York come assistente e quindi parroco della Chiesa della Madonna di Pompei, la parrocchia fondata nel 1892 da padre Pietro Bandini al Greenwich Village. Il successore di Bandini, padre Francesco Zaboglio era rimasto gravemente ferito nel 1897 da una esplosione accidentale di gas nel seminterrato della chiesa ed era in procinto di tornare in Italia, nell'impossibilità di portare avanti il proprio ministero.
Come parroco Padre Demo è impegnato in prima linea nell'assistenza degli immigrati italiani che vivono al Greenwich Village. Oltre alla funzioni propriamente ministeriali, il suo lavoro include l'attività di traduzione di lettere e documenti, la ricerca di lavoro e alloggio, la messa a disposizione di piccoli prestiti, la scrittura di raccomandazioni personali e l'educazione delle nuove generazioni. Collabora anche alla Italian St. Raphael Society che dal 1899 fino al 1923 opera a Ellis Island sotto da direzione dei padri Giacomo Gambera (1901-05), Gaspare Moretto (1905-21), e Riccardo Secchia (1922-23), svolgendovi anche le funzioni di direttore pro tempore nei periodi di passaggio da una presidenza all'altra.
Padre Demo si distingue per le sue capacità organizzative e pastorali, qualità che il 25 marzo 1911 si rivelarono essenziali, quando la comunità italiana fu duramente colpita dalla morte delle 146 lavoratrici nel rogo della Triangle Shirtwaist Company. Diciotto delle vittime erano parrocchiane della Madonna di Pompei e padre Demo celebrò i funerali di alcune di esse e messe in suffragio per tutte le vittime.
Durante la prima guerra mondiale le comunità italoamericane si unirono allo sforzo bellico. Secondo le note dello stesso padre Demo furono 77 i parrocchiani che combatterono nell'esercito americano durante la guerra e 3 o 4 furono le vittime.
Per le sue molteplici benemerenze nel campo dell'assistenza agli emigrati fu decorato la "Croce di Cavaliere della Corona d'Italia.
Nel 1923 padre Demo apprende che l'estensione della Sixth Avenue (ora Avenue of the Americas) a sud di Canal Street per instradare il traffico nell'Holland Tunnel, allora in costruzione, avrebbe comportato la demolizione della sua chiesa. Lancia immediatamente una campagna per acquistare un altro immobile e costruire una nuova chiesa, la canonica e la scuola parrocchiale. Con l'aiuto dell'architetto Matthew Del Gaudio, la pietra angolare del nuovo edificio fu posta il 3 ottobre 1926, e la chiesa fu dedicata due anni dopo, il 7 ottobre 1928. Nell'estate del 1931 anche la scuola parrocchiale poté aprire, coronando il suo sogno di un luogo di formazione per i figli degli immigranti.
Nel 1935 padre Demo divenne parroco emerito della Chiesa di N.S. di Pompei e sovrintendente della scuola parrocchiale. Contrariamente alla maggior parte dei suoi parrocchiani non fece mai domanda per ottenere la cittadinanza americana.
Quando padre Demo morì nel 1936 a New York, migliaia di parrocchiani e amici, tra cui il sindaco Fiorello LaGuardia, parteciparono ai suoi funerali.
Nel 1941 gli fu dedicata la piazza all'intersezione tra Bleecker Street and Sixth Avenue.